# Apeiron
Apeiron (starogrško ἄπειρον: ápeiron - neskončno, ...) je filozofski in metafizični pojem, ki ga je v svoji kozmologiji tolmačil predvsem Anaksimander kot »neomejen« vir sveta, ki se nanaša tudi na začetek obstoja, bivanja. Kar je za obstojem, so starogrški filozofi imenovali epekeina. Anaksimander se je spraševal o načelu, počelu vsega. Neskončnost je po kvaliteti nedoločena, prostorsko in časovno neomejena snovna praosnova vseh stvari (ἀρχή: arhe), ki iz sebe zaradi neprestanega gibanja izdvaja nasprotja in na ta način povzroča nastanek posameznih stvari. Po Platonu je apeiron kot neomejeno hkrati tudi manj vredno, slabše glede na mejo (το πέρας: to peras).